# Autoempleo
El autoempleo es la actividad de una persona que trabaje para ella misma de forma directa en unidades económicas (un comercio, un oficio o un negocio) de su propiedad, que las dirige, gestiona y que obtiene ingresos de las mismas como empresario individual. Es una alternativa al mercado laboral cuando quien necesitando empleo no le es posible o no desea encontrar un empleador. En este caso se convierte en emprendedor. El autoempleado crea su propio puesto de trabajo (empleado), utilizando su ingenio, su capital y su esfuerzo para generar oferta de trabajo, y a medida que pase de ser un emprendedor a ser un empresario, con el tiempo puede convertirse en un generador de empleo (empleador) para más personas. 
Bajo la etiqueta de autoempleo suele incluirse ser un trabajador autónomo contratado por honorarios y por la naturaleza de su labor o por su nivel de especialización (p. ej. profesiones libres, consultores, comisionistas). Frecuentemente se incluye también como autoempleo la creación de nuevas empresas como fuentes de trabajo para sus accionistas, especialmente en el caso de pymes, franquicias y modelos experimentales como empresas emergentes.

## EE.UU
Aunque se suele creer que el trabajo por cuenta propia se concentra en unas pocas industrias de servicios como el comercio y los seguros, las investigaciones realizadas por la Administración de Pequeñas Empresas han demostrado que el trabajo por cuenta propia prevalece en un amplio segmento de la economía estadounidense. Además, los sectores que normalmente no se asocian con el trabajo autónomo, como la industria manufacturera, tienen una elevada proporción de autónomos y de empresas a domicilio.

## Unión Europea
La Comisión Europea define al trabajador autónomo como aquel que "ejerce actividades generadoras de ingresos por su cuenta y riesgo en las condiciones establecidas en la legislación nacional". El factor personal reviste especial importancia en este tipo de actividades, que siempre implican un grado significativo de independencia en el desempeño de las funciones profesionales. Esta definición procede de la Directiva 2010/41/UE relativa a la aplicación del principio de igualdad de trato entre hombres y mujeres en las actividades empresariales. Esto los distingue de los trabajadores por cuenta ajena subordinados y dependientes del empresario. 
En Francia, a partir del 1 de enero de 2021, los autónomos inscritos en el CIPAV pueden beneficiarse de un plan de seguros y pensiones con una indemnización diaria.

## Reino Unido
En el Reino Unido, un trabajador autónomo puede trabajar como empresario individual o como socio de una sociedad colectiva (incluida una sociedad de responsabilidad limitada o "LLP"), pero no a través de una sociedad de responsabilidad limitada (o ilimitada) registrada. También es posible abrir un negocio que funcione sólo a tiempo parcial o en paralelo con tu trabajo principal.